# Robert John Braidwood
Robert John Braidwood (Detroit, Míchigan, 29 de julio de 1907 - Chicago, 15 de enero de 2003) fue un arqueólogo y antropólogo estadounidense, uno de los creadores de la corriente llamada Arqueología procesual o Nueva arqueología.

## Biografía
Estudió en la Universidad de Míchigan, donde se graduó en antropología en 1932 y obtuvo la maestría en 1933. Al año siguiente, y hasta 1938 se unió a la expedición en el valle del río Amuq, en el norte de Siria, bajo las órdenes del arqueólogo James Henry Breasted. En 1937 se casó con la arqueóloga Linda Schreiber, que también fue compañera de trabajo. Se especializó en civilizaciones antiguas mesopotámicas como la de Sumer.
En 1942 consiguió el doctorado en Lenguas Orientales y Literatura por la Universidad de Chicago y en 1943 el profesorado de antropología y, una vez jubilado en 1978, fue nombrado profesor emérito hasta su muerte. 
En 1947, Braidwood enterado de los estudios de Willard Libby para conseguir dataciones absolutas basadas en el carbono-14, le proporcionó las primeras muestras antiguas para ser datadas.
En sus expediciones al Kurdistán de Irak incorporó a botánicos y zoólogos para poder aclarar el proceso de paso de la agricultura de los recolectores a las formas agrícolas del Neolítico.
Junto con investigadores de la Universidad de Estambul, Braidwood trabajó en un sitio en el sur de Turquía, llamado Çayönü, que proporcionó pruebas extensa de que hace entre 8.000 y 12.000 años A.P. se produjo un cambio entre los cazadores-recolectores, hacia una sociedad agrícola, en esa región. Propuso una hipótesis del paso gradual del Epipaleolítico al Neolítico y del origen multifocal de la agricultura, que supone que cazadores-recolectores-pescadores, en estrecha relación con el medio ecológico, generaron procesos de arraigo territorial y de diversificación de las fuentes alimentarias.
Aplicando las nuevas tecnologías pudo recoger, por primera vez, muestras de ADN de la sangre existente en artefactos antiguos.
Metodológicamente introdujo la idea de las hipótesis comprobables en la arqueología.

## Obras
Estos son los principales escritos de Robert Braidwood:
- 1943: "The SU Site Excavations at a Mogollon Village, Western New Mexico, Second Season, 1941" (con Paul Sidney Martin, John Beach Rinaldo, Marjorie Kelly y Brigham A. Arnold) Field Museum of Natural History. Anthropological Series vol. 32. no. 2.
- 1948: Prehistoric Man, Chicago Natural History Museum, Popular Series, Anthropology, 37. Lillian A. Ross (Ed.), 2013 ISBN 9781258809096. En castellano: El Hombre Prehistórico, Fondo de Cultura Económica, 1988. ISBN 9681602587
- 1951: From Cave to Village in Prehistoric Iraq.
- 1952: The Near East and the Foundations for Civilization: An Essay in Appraisal of the General Evidence; Eugene: D. Condon Lectures, Oregon State System of Higher Education.
- 1953: "The Earliest Village Communities of Southwestern Asia" (con Linda S. Braidwood); Journal of World History 278.
- 1960: Archeologists and what They Do; New York: Franklin Watts Inc. ISBN 0013358219
- 1960: "The Agricultural Revolution"; C.C. Lambert-Karlovsky (Ed.) Hunter Farmers, and Civilizations: Old World Archeology. San Francisco: W. H. Freeman and Company.
- 1969: "Current Thoughts on the Beginnings of Foodproduction in Southwestern Asia"; Mélanges de l'Université Saint Joseph 48
- 1971: Excavations in the Plain of Antioch (con Linda S. Braidwood y Richard C. Haines); Vol. 61 Oriental Institute Publications. University of Chicago.
- 1972: Prehistoric Investigations in Iraqi Kurdistan, The Oriental Institute of the University of Chicago. Studies in ancient oriental civilization n.° 31. ISBN 0226624048
- 1982: Prehistoric village archaeology in south-eastern Turkey (con Linda S. Braidwood); B.A.R. ISBN 086054169X
- 1983: Prehistoric Archeology Along the Zagros Flanks (con Linda S. Braidwood); Oriental Institute of the University of Chicago. ISBN 0918986362